# Ponikło
Ponikło (Eleocharis R. Br.) – rodzaj roślin należący do rodziny ciborowatych. W zależności od ujęcia systematycznego taksonów należy tu ok. 120, 200 lub nawet ponad 250 gatunków. W polskiej florze jest 10 przedstawicieli tego rodzaju. 

## Rozmieszczenie geograficzne

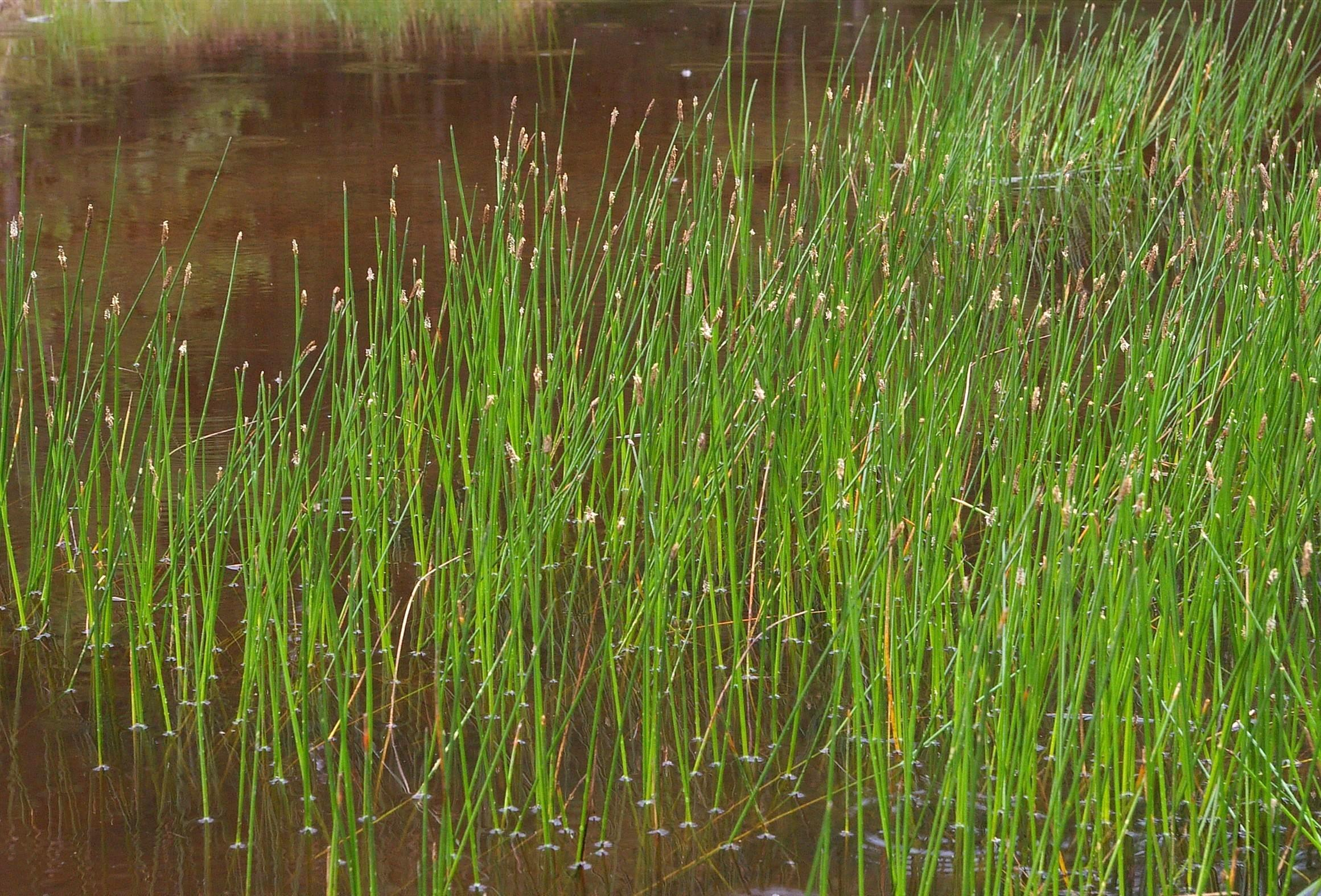
Ponikło błotne

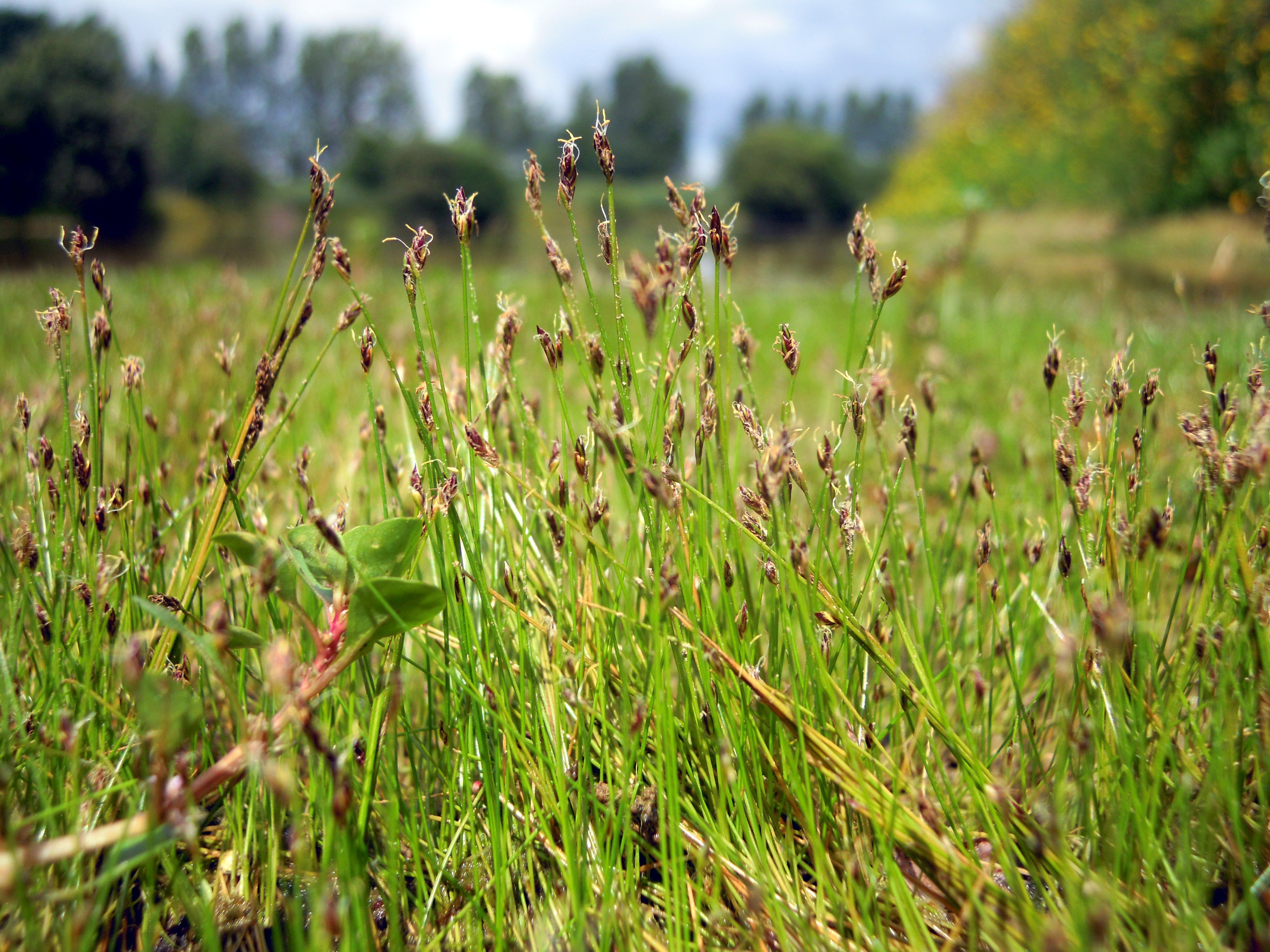
Ponikło igłowate

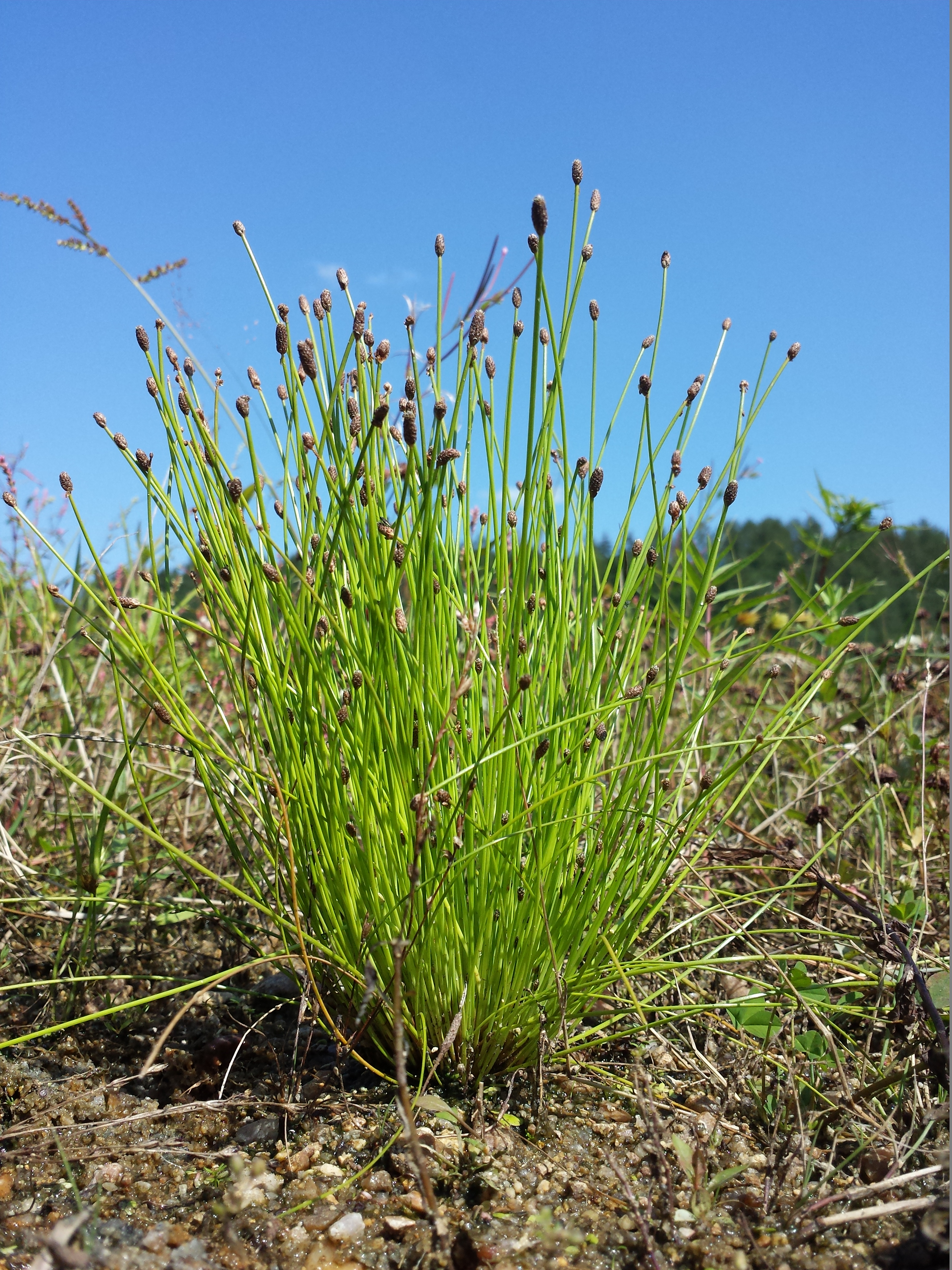
Ponikło jajowate

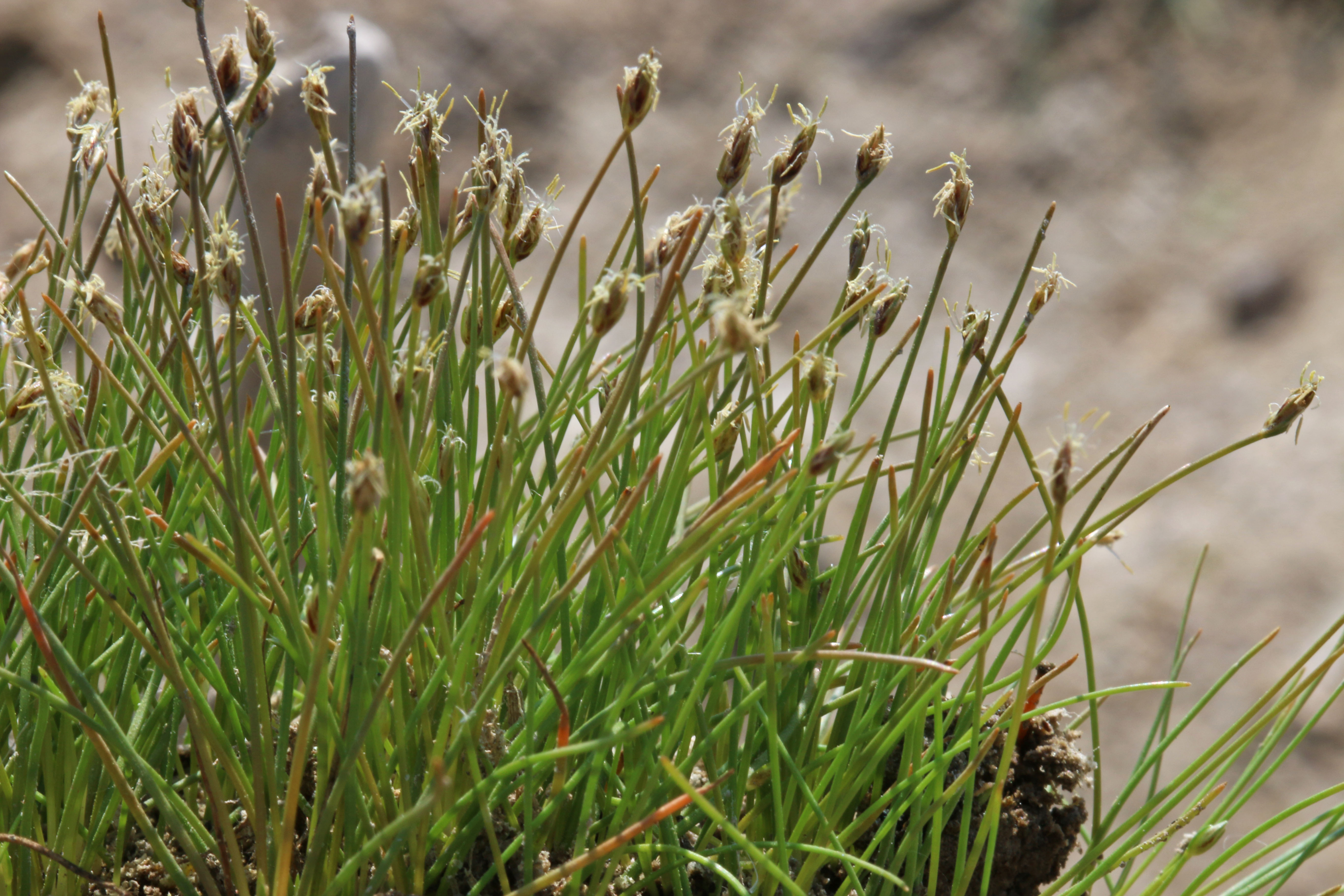
Ponikło maleńkie

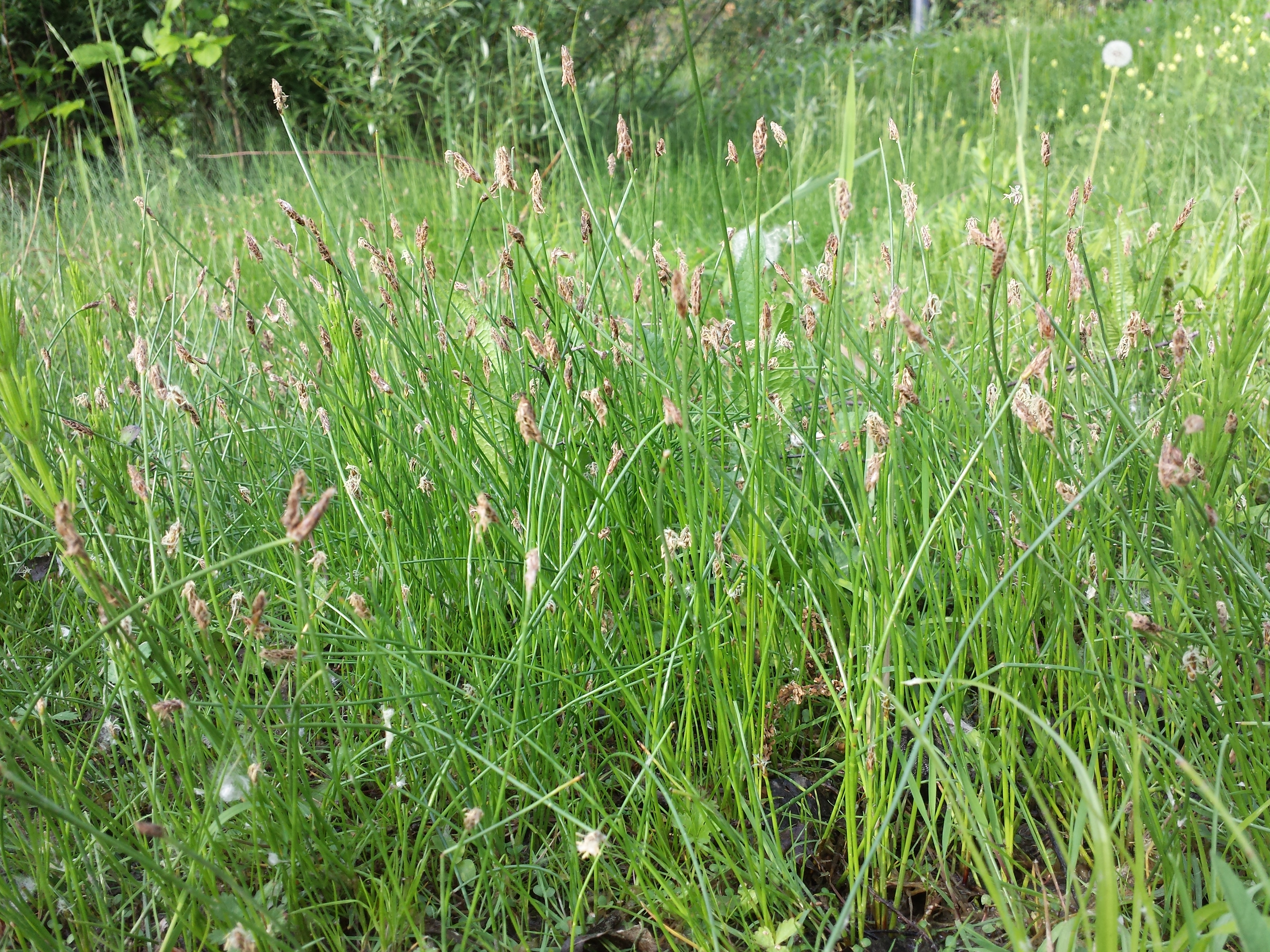
Ponikło jednoprzysadkowe

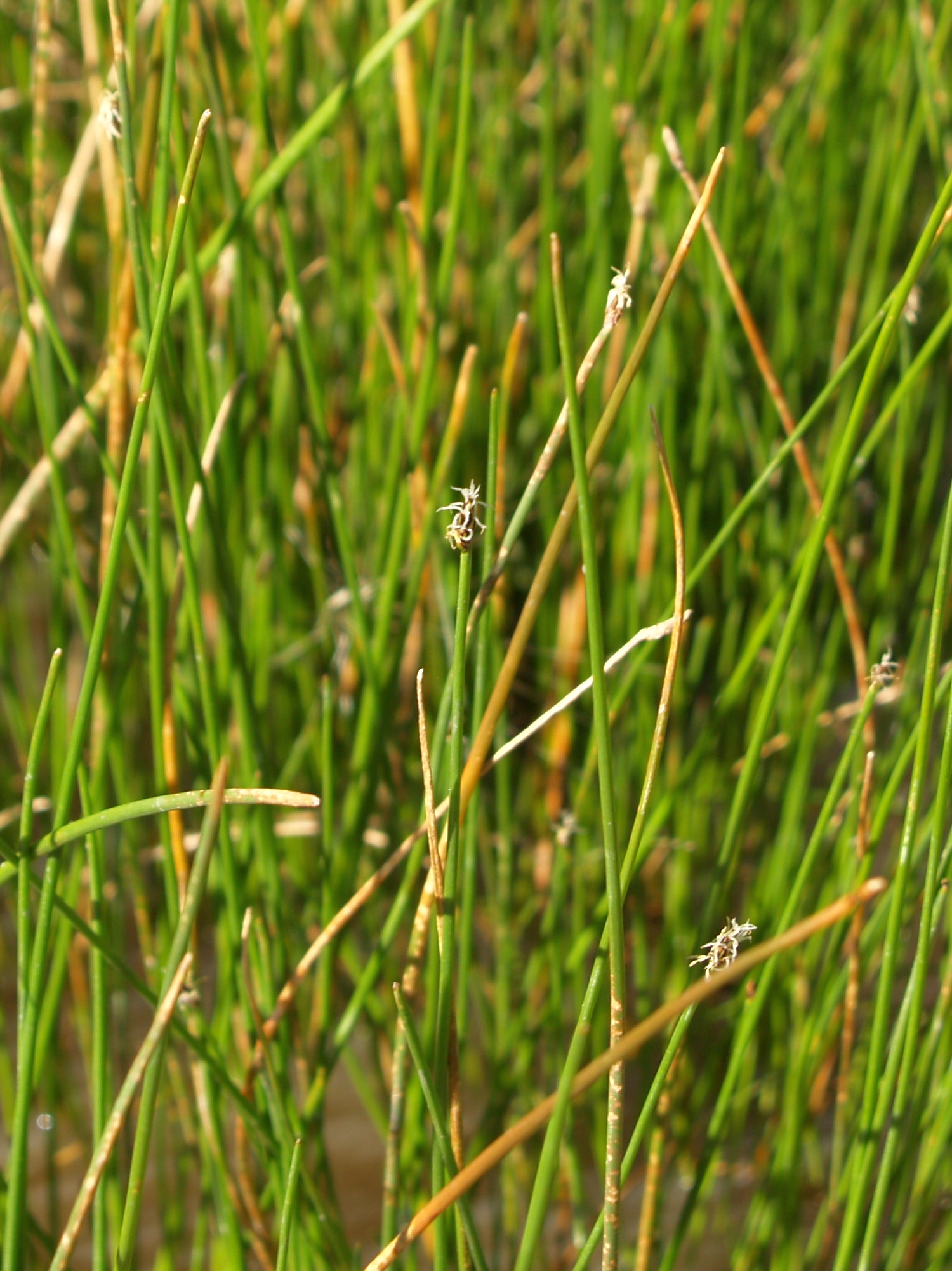
Ponikło skąpokwiatowe

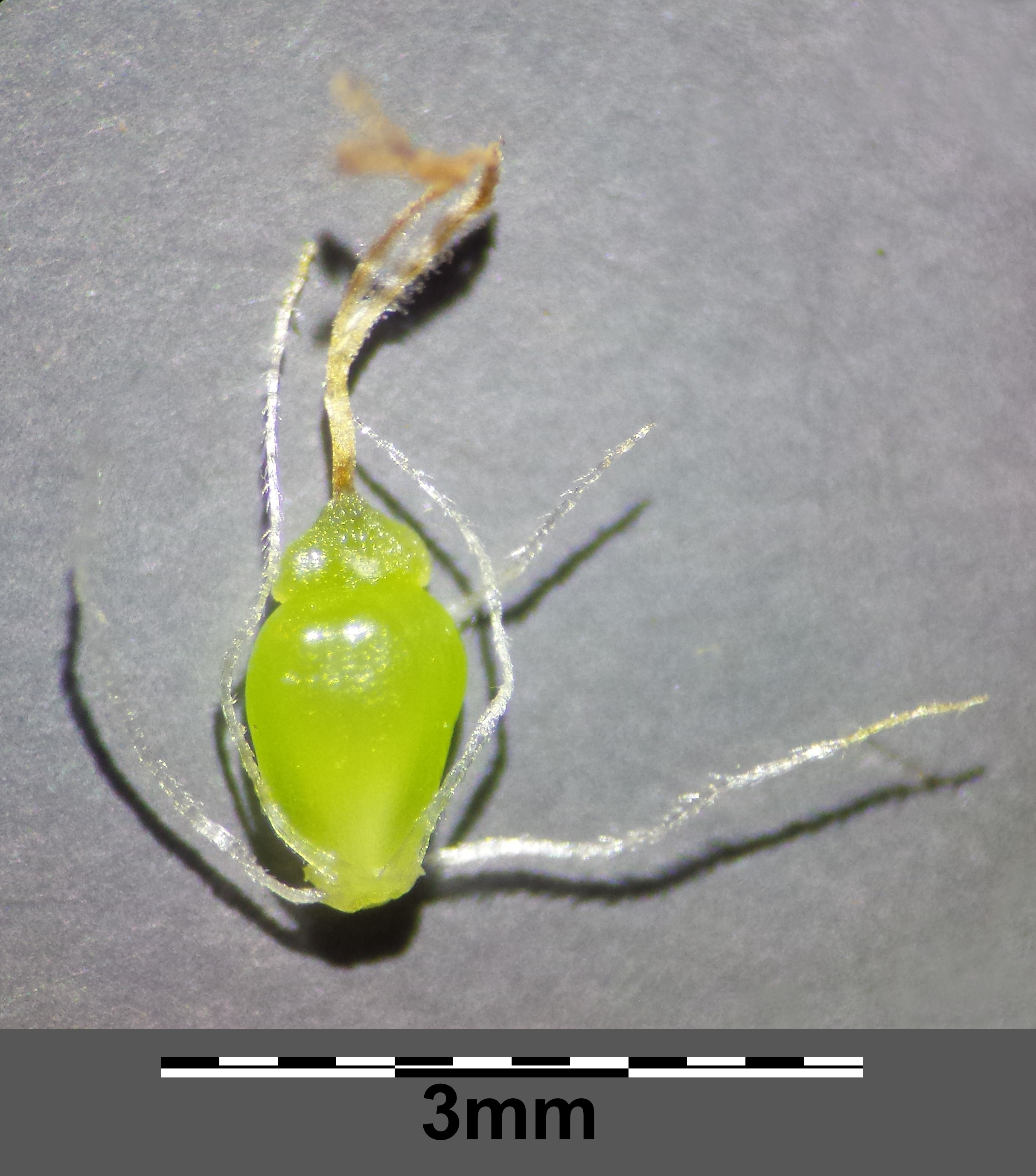
Owoc ponikła sutkowatego

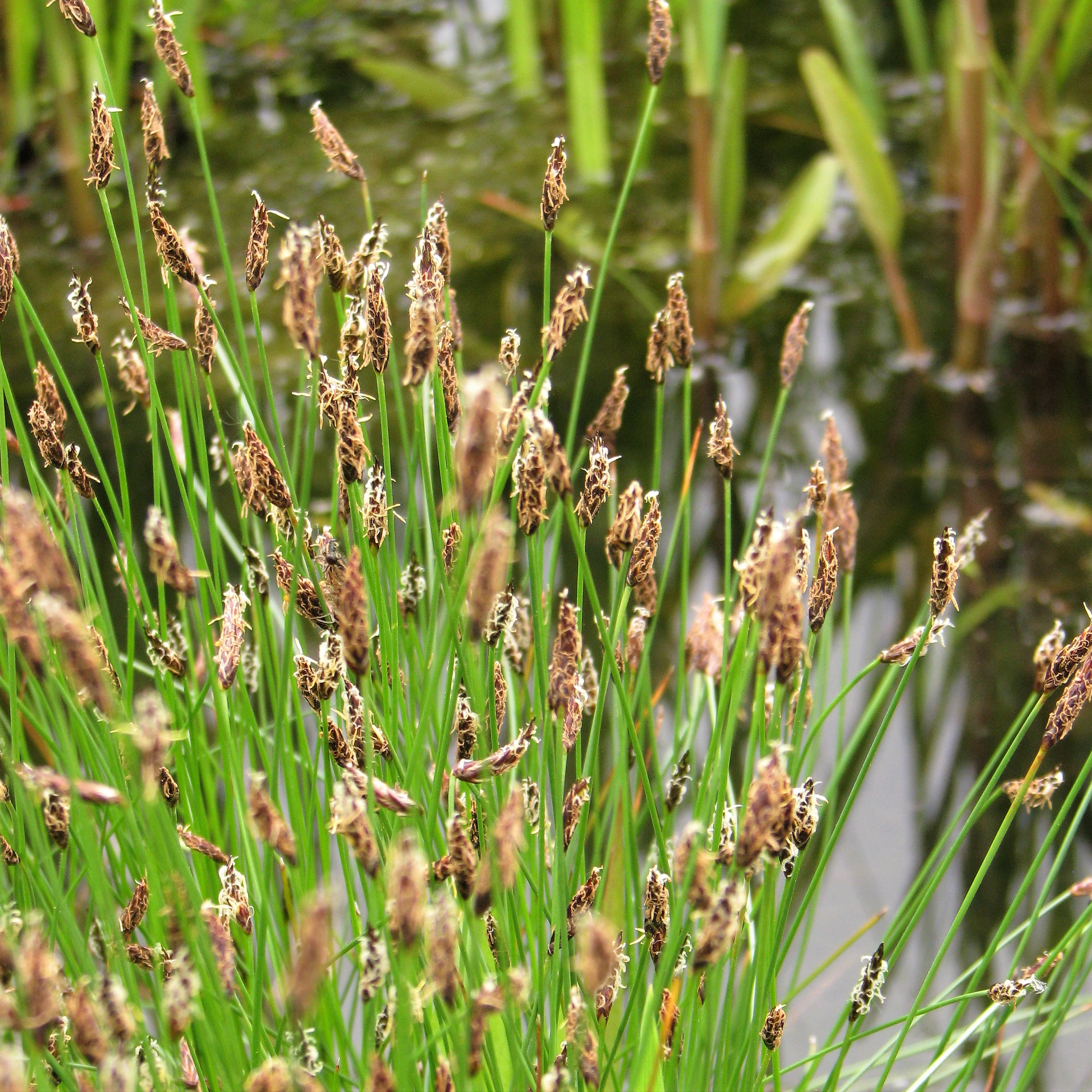
Ponikło wielołodygowe

Rodzaj o zasięgu kosmopolitycznym – jego przedstawiciele występują na wszystkich kontynentach z wyjątkiem Antarktydy. W Ameryce Północnej rośnie ich 67 gatunków, w Chinach 35.
Gatunki flory Polski
- ponikło austriackie (Eleocharis austriaca Hayek, też jako Eleocharis mamillata subsp. austriaca (Hayek) Strandh.[7][8])
- ponikło błotne (Eleocharis palustris (L.) Roem. & Schult.)
- ponikło igłowate (Eleocharis acicularis (L.) Roem. & Schult.)
- ponikło jajowate (Eleocharis ovata (Roth) Roem. & Schult.)
- ponikło kraińskie (Eleocharis carniolica W.D.J. Koch)
- ponikło maleńkie (Eleocharis parvula (Roem. & Schult.) Link ex Bluff, Nees & Schauer)
- ponikło jednoprzysadkowe (Eleocharis uniglumis (Link) Schult.)
- ponikło skąpokwiatowe (Eleocharis quinqueflora (Hartmann) O. Schwarz)
- ponikło sutkowate (Eleocharis mammillata (H. Lindb.) H. Lindb. ex Dörfl. s. s.)
- ponikło wielołodygowe (Eleocharis multicaulis Sm.)

## Systematyka
Synonimy taksonomiczne
Trichophyllum J. F. Ehrhart ex H. D. House
Pozycja systematyczna według Angiosperm Phylogeny Website (aktualizowany system APG IV z 2016)
Rodzaj należy do rodziny ciborowatych (Cyperaceae) z rzędu wiechlinowców (Poales) stanowiącego jeden z kladów jednoliściennych (monocots). W obrębie rodziny należy do plemienia Eleocharideae w obrębie podrodziny Cyperoideae.
Wykaz gatunków
- Eleocharis abnorma Y.D.Chen
- Eleocharis acicularis (L.) Roem. & Schult. – ponikło igłowate
- Eleocharis acuta R.Br.
- Eleocharis acutangula (Roxb.) Schult.
- Eleocharis aestuum D.M.Hines ex A.Haines
- Eleocharis albibracteata Nees & Meyen ex Kunth
- Eleocharis albida Torr.
- Eleocharis alveolata Svenson
- Eleocharis alveolatoides S.González & Reznicek
- Eleocharis amazonica C.B.Clarke
- Eleocharis andamanensis Govind.
- Eleocharis angolensis H.E.Hess
- Eleocharis angustispicula R.Trevis.
- Eleocharis antunesii H.E.Hess
- Eleocharis argentina Barros
- Eleocharis argyrolepis Kierulff
- Eleocharis arseniflora S.González, Tena & T.Alarcón
- Eleocharis atricha R.Br.
- Eleocharis atropurpurea (Retz.) J.Presl & C.Presl
- Eleocharis atrospiculata S.González & Reznicek
- Eleocharis attenuata (Franch. & Sav.) Palla
- Eleocharis aurea Boeckeler
- Eleocharis ayacuchensis S.González & Reznicek
- Eleocharis bahamensis Boeckeler
- Eleocharis bahiensis D.A.Simpson
- Eleocharis baldwinii (Torr.) Chapm.
- Eleocharis barrosii Svenson
- Eleocharis bella (Piper) Svenson
- Eleocharis bernardina (Munz & I.M.Johnst.) Munz & I.M.Johnst.
- Eleocharis bifida S.G.Sm.
- Eleocharis blakeana L.A.S.Johnson & O.D.Evans
- Eleocharis bolanderi A.Gray
- Eleocharis bonariensis Nees
- Eleocharis brachycarpa Svenson
- Eleocharis brainii Svenson
- Eleocharis brasiliensis Boeckeler
- Eleocharis brassii S.T.Blake
- Eleocharis braunii H.E.Hess
- Eleocharis brevicollis J.Kern
- Eleocharis brittonii Svenson ex Small
- Eleocharis bulbosa Kukkonen
- Eleocharis caduca (Delile) Schult.
- Eleocharis caespitosissima  Baker
- Eleocharis callensii H.E.Hess
- Eleocharis calva Torr.
- Eleocharis cancellata S.Watson
- Eleocharis canindeyuensis Mereles & S.González
- Eleocharis capillacea Kunth
- Eleocharis carniolica W.D.J.Koch – ponikło kraińskie
- Eleocharis cellulosa Torr.
- Eleocharis chamaegyne L.T.Eiten
- Eleocharis coloradoensis (Britton) Gilly
- Eleocharis columbiensis L.E.Mora
- Eleocharis complanata Boeckeler
- Eleocharis compressa Sull.
- Eleocharis confervoides (Poir.) Steud.
- Eleocharis congesta D.Don
- Eleocharis contracta Maury ex Micheli
- Eleocharis cordillerana S.González, Guagl. & Ruthsatz
- Eleocharis coronata Steud.
- Eleocharis crinalis (Griseb.) C.B.Clarke
- Eleocharis crispovaginata Boeckeler
- Eleocharis cryptica Saarela, P.M.Peterson, S.González & D.J.Rosen
- Eleocharis cuatrecasasii S.González & P.M.Peterson
- Eleocharis cubangensis H.E.Hess
- Eleocharis cylindrica Buckley
- Eleocharis cylindrostachys  Boeckeler
- Eleocharis debilis Kunth
- Eleocharis decoriglumis Berhaut
- Eleocharis decumbens C.B.Clarke
- Eleocharis deightonii S.S.Hooper
- Eleocharis densa Benth.
- Eleocharis densicaespitosa  R.Trevis. & Boldrini
- Eleocharis diandra C.Wright
- Eleocharis dietrichiana Boeckeler
- Eleocharis difformis S.T.Blake
- Eleocharis dombeyana Kunth
- Eleocharis dregeana Steud.
- Eleocharis dulcis (Burm.f.) Trin. ex Hensch. – ponikło słodkie
- Eleocharis dunensis Kük.
- Eleocharis eglerioides S.González & Reznicek
- Eleocharis elegans (Kunth) Roem. & Schult.
- Eleocharis elliptica Kunth
- Eleocharis elongata Chapm.
- Eleocharis emarginata (Nees) Klotzsch ex Boeckeler
- Eleocharis endounifascis Hinchliff & Roalson
- Eleocharis engelmannii Steud.
- Eleocharis equisetoides (Elliott) Torr.
- Eleocharis erhaiensis Y.D.Chen
- Eleocharis erythropoda Steud.
- Eleocharis exigua (Kunth) Roem. & Schult.
- Eleocharis fallax Weath.
- Eleocharis fassettii S.González & P.M.Peterson
- Eleocharis fennica Palla ex Kneuck.
- Eleocharis filiculmis Kunth
- Eleocharis flavescens (Poir.) Urb.
- Eleocharis fluctuans (L.T.Eiten) Roalson & Hinchliff
- Eleocharis fuscopurpurea (Steud.) H.Pfeiff.
- Eleocharis geniculata (L.) Roem. & Schult.
- Eleocharis glabella Y.D.Chen
- Eleocharis glauca Boeckeler
- Eleocharis glaucovirens Boeckeler
- Eleocharis gonzaleziae D.J.Rosen
- Eleocharis gossweileri H.E.Hess
- Eleocharis gracilis R.Br.
- Eleocharis grandirostris (Lindm.) Mereles
- Eleocharis grisea Kük.
- Eleocharis grossimucronata  Mereles
- Eleocharis halmaturina J.M.Black
- Eleocharis hatschbachii R.Trevis.
- Eleocharis haumaniana Barros
- Eleocharis hooperiana D.J.Rosen
- Eleocharis ignota S.González & Reznicek
- Eleocharis intermedia Schult.
- Eleocharis interstincta (Vahl) Roem. & Schult.
- Eleocharis jacobsiana K.L.Wilson
- Eleocharis jelskiana Boeckeler
- Eleocharis kamtschatica (C.A.Mey.) Kom.
- Eleocharis keigheryi K.L.Wilson
- Eleocharis kirkii C.B.Clarke
- Eleocharis kleinii Barros
- Eleocharis knutei Pabón & Zavaro
- Eleocharis kuoi Y.D.Chen
- Eleocharis kuroguwai Ohwi
- Eleocharis laeviglumis R.Trevis. & Boldrini
- Eleocharis laeviseta Nakai
- Eleocharis lanceolata Fernald
- Eleocharis lankana T.Koyama
- Eleocharis lechleri Boeckeler
- Eleocharis lepta C.B.Clarke
- Eleocharis liesneri S.González & Reznicek
- Eleocharis limosa (Schrad.) Schult.
- Eleocharis liogieri T.Koyama
- Eleocharis liouana Tang & F.T.Wang
- Eleocharis loefgreniana Boeckeler
- Eleocharis lundellii Svenson
- Eleocharis macbarronii K.L.Wilson
- Eleocharis × macounii Fernald
- Eleocharis macrantha Boeckeler
- Eleocharis macrostachya Britton
- Eleocharis maculosa (Vahl) Roem. & Schult.
- Eleocharis maidenii Kük.
- Eleocharis mamillata (H.Lindb.) H.Lindb. – ponikło sutkowate
- Eleocharis margaritacea (Hultén) Miyabe & Kudô
- Eleocharis marginulata Hochst. ex Steud.
- Eleocharis maximowiczii Zinserl.
- Eleocharis melanocarpa Torr.
- Eleocharis melanocephala C.B.Clarke
- Eleocharis melanostachys (d'Urv.) C.B.Clarke
- Eleocharis mendocina Phil.
- Eleocharis microcarpa Torr.
- Eleocharis microlepis (Griseb.) D.A.Simpson
- Eleocharis migoana Ohwi & T.Koyama
- Eleocharis minarum Boeckeler
- Eleocharis minima Kunth
- Eleocharis minuta Boeckeler
- Eleocharis minutissima Britton
- Eleocharis mitracarpa Steud.
- Eleocharis monantha Nelmes
- Eleocharis montana (Kunth) Roem. & Schult.
- Eleocharis montevidensis Kunth
- Eleocharis moorei M.T.Strong & S.González
- Eleocharis moraosejoana S.González, C.Ulloa & P.M.Peterson
- Eleocharis morroi D.A.Simpson
- Eleocharis multicaulis (Sm.) Desv. – ponikło wielołodygowe
- Eleocharis mutata (L.) Roem. & Schult.
- Eleocharis nana Kunth
- Eleocharis naumanniana Boeckeler
- Eleocharis neozelandica C.B.Clarke ex T.Kirk.
- Eleocharis niederleinii Boeckeler
- Eleocharis nigrescens (Nees) Kunth
- Eleocharis nipponica Makino
- Eleocharis nitida Fernald
- Eleocharis nuda C.B.Clarke
- Eleocharis nudipes (Kunth) Palla
- Eleocharis nupeensis Hutch.
- Eleocharis obicis L.A.S.Johnson & O.D.Evans
- Eleocharis obpyriformis D.A.Simpson
- Eleocharis obtusa (Willd.) Schult.
- Eleocharis obtusitrigona (Lindl. & Nees) Steud.
- Eleocharis occidentalis Mereles
- Eleocharis occulta S.G.Sm.
- Eleocharis ochrostachys Steud.
- Eleocharis oligantha C.B.Clarke
- Eleocharis olivaceonux D.A.Simpson
- Eleocharis onthitensis H.E.Hess
- Eleocharis ovata (Roth) Roem. & Schult. – ponikło jajowate
- Eleocharis oxylepis (Meinsh.) B.Fedtsch.
- Eleocharis pachycarpa É.Desv.
- Eleocharis pachystyla (C.Wright) C.B.Clarke
- Eleocharis pallens S.T.Blake
- Eleocharis palustris (L.) Roem. & Schult. – ponikło błotne
- Eleocharis papillosa Latz
- Eleocharis paradoxa Y.D.Chen
- Eleocharis parishii Britton
- Eleocharis parodii Barros
- Eleocharis parvinux Ohwi
- Eleocharis parvula (Roem. & Schult.) Link ex Bluff, Nees & Schauer – ponikło maleńkie
- Eleocharis pellucida J.Presl & C.Presl
- Eleocharis penchaoi Y.D.Chen
- Eleocharis philippinensis Svenson
- Eleocharis plana S.T.Blake
- Eleocharis plantaginea R. Br.
- Eleocharis platypus C.B.Clarke
- Eleocharis plicarhachis (Griseb.) Svenson
- Eleocharis pseudoalbibract eata S.González & Guagl.
- Eleocharis pseudofistulosa  H.E.Hess
- Eleocharis punctulata Boeckeler ex Duss
- Eleocharis pusilla R.Br.
- Eleocharis qinghaiensis Y.D.Chen
- Eleocharis quadrangulata (Michx.) Roem. & Schult.
- Eleocharis quinqueflora (Hartmann) O.Schwarz – ponikło skąpokwiatowe
- Eleocharis rabenii Boeckeler
- Eleocharis ramboana R.Trevis. & Boldrini
- Eleocharis ramboii H.E.Hess
- Eleocharis ravenelii Britton
- Eleocharis reichei Boeckeler
- Eleocharis retroflexa (Poir.) Urb.
- Eleocharis reverchonii Svenson
- Eleocharis reznicekii S.González, D.J.Rosen, R.Carter & P.M.Peterson
- Eleocharis rivalis K.L.Wilson
- Eleocharis robbinsii Oakes
- Eleocharis robusta (Boeckeler) H.E.Hess
- Eleocharis rojasiana Mereles
- Eleocharis rostellata (Torr.) Torr.
- Eleocharis rugosa D.A.Simpson
- Eleocharis rzedowskii S.González
- Eleocharis sanguinolenta K.L.Wilson
- Eleocharis schaffneri Boeckeler
- Eleocharis schenckii Boeckeler
- Eleocharis schlechteri C.B.Clarke
- Eleocharis sellowiana Kunth
- Eleocharis setifolia (A.Rich.) J.Raynal
- Eleocharis setulosa P.C.Li
- Eleocharis sphacelata R.Br.
- Eleocharis spiralis (Rottb.) Roem. & Schult.
- Eleocharis spongostyla H.E.Hess
- Eleocharis squamigera Svenson
- Eleocharis starczenkoae A.E.Kozhevn.
- Eleocharis steinbachii D.J.Rosen
- Eleocharis stenocarpa Svenson
- Eleocharis steyermarkii S.González & Reznicek
- Eleocharis × subangulata T.Koyama
- Eleocharis subarticulata (Nees) Boeckeler
- Eleocharis subcancellata C.B.Clarke
- Eleocharis subfoliata C.B.Clarke
- Eleocharis suksdorfiana Beauverd
- Eleocharis sundaica J.Kern
- Eleocharis svensoniana S.González
- Eleocharis swamyi Govind.
- Eleocharis tenarum S.González & M.González
- Eleocharis tenuiculmis D.J.Rosen
- Eleocharis tenuis (Willd.) Schult.
- Eleocharis testui Cherm.
- Eleocharis tetraquetra Nees
- Eleocharis tiarata Gómez-Laur.
- Eleocharis torticulmis S.G.Sm.
- Eleocharis tortilis (Link) Schult.
- Eleocharis tricostata Torr.
- Eleocharis trilateralis Tang & F.T.Wang
- Eleocharis trilophus C.B.Clarke
- Eleocharis triquetra K.L.Wilson
- Eleocharis tuberculosa (Michx.) Roem. & Schult.
- Eleocharis tucumanensis Barros
- Eleocharis tuvinica Bubnova
- Eleocharis uniflora O.Seberg
- Eleocharis uniglumis (Link) Schult. – ponikło jednoprzysadkowe
- Eleocharis urbanii Boeckeler
- Eleocharis urceolata (Liebm.) Svenson
- Eleocharis urceolatoides R.Trevis. & Boldrini
- Eleocharis ussuriensis Zinserl.
- Eleocharis usteri Palla
- Eleocharis valleculosa Ohwi
- Eleocharis variegata (Poir.) C.Presl
- Eleocharis venezuelensis S.González & Reznicek
- Eleocharis viridans Kük. ex Osten
- Eleocharis vivipara Link
- Eleocharis wadoodii S.R.Yadav, Lekhak & Chandore
- Eleocharis welwitschii Nelmes
- Eleocharis wichurae Boeckeler
- Eleocharis wilkensii Schuyler
- Eleocharis wolfii (A.Gray) A.Gray ex Britton
- Eleocharis yecorensis Roalson
- Eleocharis × yezoensis H.Hara
- Eleocharis yokoscensis (Franch. & Sav.) Tang & F.T.Wang
- Eleocharis yunnanensis Svenson